# Cerodontha staryi
Cerodontha staryi este o specie de muște din genul Cerodontha, familia Agromyzidae. A fost descrisă pentru prima dată de Jaroslav Stary în anul 1930. Conform Catalogue of Life specia Cerodontha staryi nu are subspecii cunoscute.